# Ларнед, Уильям
Уильям «Билл» Огастес Ларнед (англ. William Augustus Larned; 30 декабря 1872, Саммит, округ Юнион, Нью-Джерси — 16 декабря 1926, Нью-Йорк) — американский теннисист, семикратный победитель Национального чемпионата США в мужском одиночном разряде, двукратный обладатель Кубка Дэвиса в составе сборной США.

## Общая информация
Билл Ларнед родился в городке Саммит, в штате Нью-Джерси, в имении своего отца, Уильяма Зеведея Ларнеда. Он был старшим ребенком в семье богатого адвоката и его супруги.
В 1890 году он поступил в Корнеллский университет, чтобы изучать там машиностроение. Впервые громко заявил о себе в первый год обучения, когда выиграл межвузовский чемпионат по теннису.
Многосторонне одаренный спортсмен, Ларнед был капитаном хоккейной команды святого Николаса в 1896-1897 годах, кроме того он был прекрасным наездником, игроком в гольф и стрелком.
В 1922 году Уильям Ларнед изобрел ракетку со стальным каркасом и основал компанию по её производству.
В качестве одного из «Большой Тройки Чемпионата США», Ларнед завоевывал титул на этих соревнованиях семь раз, так же как Ричард Сирс до него и Билл Тилден после.
Был введен в Международный зал теннисной славы в 1956 году.

## Частная жизнь
В 1898 году Ларнед принимал участие в испано-американской войне как один из «Мужественных всадников» Рузвельта. Во время службы на Кубе он заболел ревматизмом и в дальнейшем это имело для него трагические последствия. Из-за ревматоидного артрита и связанного с ним серьёзного ухудшения здоровья Уильям Ларнед был вынужден завершить свою теннисную карьеру в 1911 году, вскоре после победы на Кубке Дэвиса. Будучи частично парализован, Ларнед был не в состоянии заниматься тем, что он любил больше всего, и он впал в депрессию.
Вечером 15 декабря 1926 года, в личных апартаментах фешенебельного клуба на Манхеттене, 53-летний Уильям Ларнед совершил самоубийство, выстрелив себе в голову из револьвера 45 калибра.

## Выступления на турнирах Большого шлема

### Финалы турниров Большого шлема в одиночном разряде: 9 (7-2)

#### Победы (7)
| Год  | Турнир        | Покрытие | Соперник в Финале  | Счёт в финале           |
| 1901 | Чемпионат США | трава    | Билс Райт          | 6-2, 6-8, 6-4, 6-4      |
| 1902 | Чемпионат США | трава    | Реджинальд Дохерти | 4-6, 6-2, 6-4, 8-6      |
| 1907 | Чемпионат США | трава    | Роберт Лерой       | 6-2, 6-2, 6-4           |
| 1908 | Чемпионат США | трава    | Билс Райт          | 6-1, 6-2, 8-6           |
| 1909 | Чемпионат США | трава    | Уильям Клотье      | 6-1, 6-2, 5-7, 1-6, 6-1 |
| 1910 | Чемпионат США | трава    | Том Банди          | 6-1, 5-7, 6-0, 6-8, 6-1 |
| 1911 | Чемпионат США | трава    | Морис Маклафлин    | 6-4, 6-4, 6-2           |

#### Поражения (2)
| Год  | Турнир        | Покрытие | Соперник в Финале | Счёт в финале      |
| 1900 | Чемпионат США | трава    | Малькольм Уитмен  | 4-6, 6-1, 2-6, 2-6 |
| 1903 | Чемпионат США | трава    | Лоуренс Дохерти   | 0-6, 3-6, 8-10     |